# Seznam středních škol v Brně

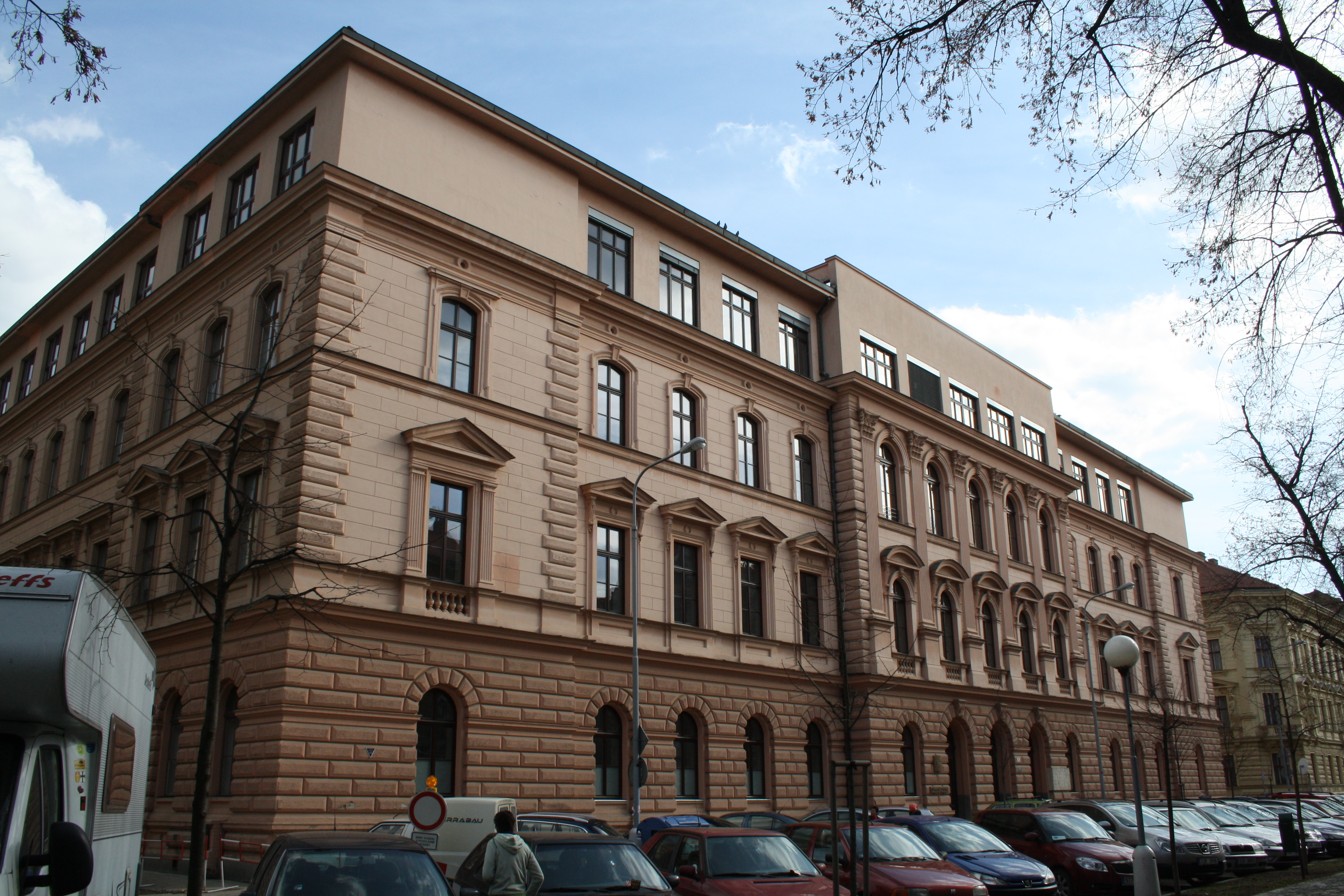
Gymnázium Brno, třída Kapitána Jaroše

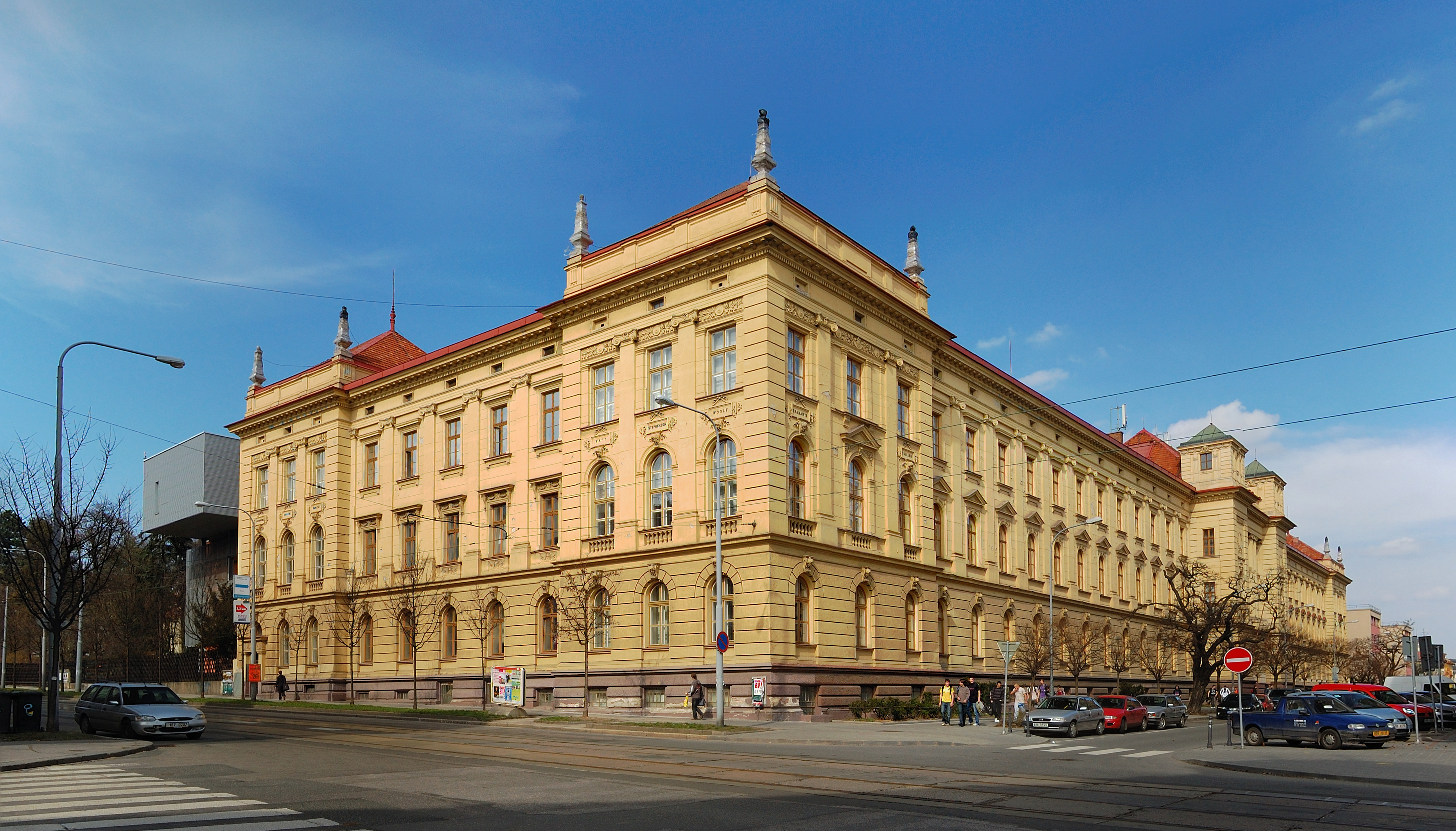
SPŠ a VOŠ technická Brno

Seznam středních škol v Brně uvádí přehled všech státních, veřejných, církevních a soukromých středních škol v Brně. Je aktuální k březnu 2023 a obsahuje 61 položek. Uvedeny jsou též dvě soukromé zahraniční školy.

## Státní střední škola
Zřizovatelem této školy je Ministerstvo školství, mládeže a tělovýchovy České republiky.
- Střední škola, základní škola a mateřská škola pro zdravotně znevýhodněné, Brno, Kamenomlýnská 2

## Veřejné střední školy
Zřizovatelem těchto škol je Jihomoravský kraj, nebo město Brno.
- Gymnázium Brno-Řečkovice, Terezy Novákové 2
- Gymnázium Brno, Elgartova 3
- Gymnázium Brno, Vídeňská 47
- Gymnázium Brno, Křenová 36
- Gymnázium Brno, Slovanské náměstí 7
- Gymnázium Brno, třída Kapitána Jaroše 14
- Obchodní akademie a vyšší odborná škola Brno, Kotlářská 9
- Gymnázium Matyáše Lercha (s dvojjazyčným francouzsko-českým studiem), Brno, Žižkova 55
- Sportovní gymnázium Ludvíka Daňka, Brno, Botanická 70
- Střední škola Brno, Charbulova 106
- Střední škola informatiky, poštovnictví a finančnictví Brno, Čichnova 23
- Střední průmyslová škola stavební Brno, Kudelova 8
- Střední škola polytechnická Brno, Jílová 36g
- Střední škola stavebních řemesel Brno-Bosonohy, Pražská 38b
- Střední škola strojírenská a elektrotechnická Brno, Trnkova 113
- Gymnázium Brno-Bystrc, Vejrostova 2
- Střední škola grafická Brno, Šmahova 110
- Střední průmyslová škola chemická Brno, Vranovská 65
- Střední průmyslová škola a Vyšší odborná škola Brno, Sokolská 1
- Střední škola umění a designu a Vyšší odborná škola Brno, Husova 10
- Střední zdravotnická škola a Vyšší odborná škola zdravotnická Brno, Merhautova 15
- Střední zdravotnická škola Brno, Jaselská 7
- Základní škola a praktická škola Brno, Vídeňská 26
- Mateřská škola, základní škola a střední škola Gellnerka Brno, Gellnerova 1
- Mateřská škola speciální, základní škola speciální a praktická škola Elpis Brno, Koperníkova 2
- Střední škola Gemini Brno, Vaculíkova 14
- Mateřská škola, základní škola a praktická škola Brno, Štolcova 16
- Odborné učiliště a praktická škola Brno, Lomená 44
- Střední škola technická a ekonomická Brno, Olomoucká 61
- Střední průmyslová škola Brno, Purkyňova 97
- Střední škola F. D. Roosevelta Brno, Křižíkova 11
- Integrovaná střední škola automobilní Brno, Křižíkova 15
- Mateřská škola speciální, základní škola speciální a praktická škola Ibsenka Brno, Ibsenova 1
- Waldorfská škola Brno – střední škola, základní škola a mateřská škola, Plovdivská 8

## Církevní střední školy
Zřizovatelem těchto škol je církev, církevní řád, nebo brněnské biskupství.
- Biskupské gymnázium Brno a mateřská škola, Barvičova 85
- Cyrilometodějské gymnázium a střední odborná škola pedagogická Brno, Lerchova 63
- Střední zdravotnická škola Evangelické akademie, Šimáčkova 1 (součást Evangelické akademie)
- Církevní střední zdravotnická škola, Grohova 16

## Soukromé střední školy
- Střední škola KNIH, Bzenecká 23
- Gymnázium Globe, Bzenecká 23
- TRIVIS Střední škola veřejnoprávní Brno, Veveří 95
- Gymnázium P. Křížkovského s uměleckou profilací, Kristenova 27
- Střední odborná škola EDUCAnet Brno, Hudcova 78
- Moravské gymnázium Brno, Veveří 30
- Střední škola uměleckomanažerská, Táborská 185
- Gymnázium Mojmírovo náměstí, Mojmírovo náměstí 10
- Bezpečnostně právní akademie Brno, Zoubkova 20
- Střední odborná škola MORAVA, Řehořova 5
- EKO Gymnázium Brno, Svážná 1c
- TRIVIS – Střední škola veterinární Emila Holuba Brno, Elgartova 4
- Obchodní akademie ELDO, Střední 59
- Hotelová škola, Bosonožská 9
- I. Německé zemské gymnasium, základní škola a mateřská škola, Mendlovo náměstí 4
- Gymnázium J. G. Mendela a jeho zařízení a Základní umělecká škola, Mendlovo náměstí 3
- Střední odborné učiliště tradičních řemesel a Vyšší odborná škola, Střední 59
- Akademia Gymnázium, Základní škola a Mateřská škola, Rašelinová 11
- Montessori Mateřská škola a Základní škola Perlička a Montessori Střední škola, Hlaváčova 6
- Základní škola a gymnázium Ježek bez klece, Lidická 6
- Labyrinth – gymnázium a základní škola, Královopolská 139
- ScioŠkola Brno – střední škola, Hudcova 78

## Soukromé zahraniční školy
Akreditované soukromé zahraniční školy, které mohou dle povolení Ministerstva školství, mládeže a tělovýchovy České republiky působit v Česku. Nejsou zapsány v Rejstříku škol.
- American Academy in Brno, Dominikánské náměstí 2
- International School of Brno, Čejkovická 10